# Oscar Solis
Oscar Azarcon Solis (ur. 13 października 1953 w San Jose na Filipinach) – amerykański duchowny katolicki pochodzenia filipińskiego, biskup Salt Lake City od 2017.

## Życiorys
Święcenia kapłańskie otrzymał w dniu 28 kwietnia 1979. Służył początkowo w archidiecezji manilskiej, a następnie w diecezji Cabanatuan na Filipinach (był m.in. rektorem uczelni w Cabanatuan). W 1984 wyjechał do Stanów Zjednoczonych i rozpoczął pracę w archidiecezji Newark. W 1992 inkardynował się do diecezji Houma-Thibodaux, gdzie pracował jako proboszcz w Golden Meadow, a od 1999 w konkatedrze w Thibodaux.
11 grudnia 2003 mianowany biskupem pomocniczym Los Angeles ze stolicą tytularną Urci. Sakry udzielił mu kard. Roger Mahony. W archidiecezji pełnił urząd wikariusza biskupiego ds. mniejszości narodowych (2004-2009) oraz wikariusza dla rejonu San Pedro (2009-2017).
10 stycznia 2017 papież Franciszek mianował go biskupem diecezjalnym Salt Lake City. Rządy w diecezji objął 7 marca tegoż roku.